# Tilgift
Tilgift er en tillægsydelse ved levering af produkter til kunder.

## Samlemærker
Inde i varens emballage kan producenten lægge samlemærker, for eksempel med billede og omtale af en fodboldspiller.
Der er flere forskellige samlemærker i serien og det gælder om at samle dem alle. Måske kan man bytte sine dubletter med sine venner, ellers må man blot købe flere indtil man har dem alle. Producenten håber så på, at det giver et mersalg.

## Tilbud om køb af anden vare
Ved købet af varen kan forbrugeren få et tilbud om at købe en anden vare til en favørpris. Varen er udenfor producentens normale sortiment, men den har stor almen interesse og favørprisen ligger langt under den normale pris. F.eks. kunne en producent af sukker, trykke en kupon på sukkeremballagen, hvor man tilbød forbrugeren at købe en køkkenkniv med sukkerproducentens logo, mod at man sendte kuponen ind og betalte favørprisen.

## Regler om tilgift i Danmark
Markedsføringsloven forbød tidligere tilgift.
Butikshandelen forsøgte i mange år at få afskaffet jule– og nytårsgaver til kunder. Man mente, at tillidsforholdet til kunderne måtte kunne opretholdes uden denne form for vederlag. Dette bidrog nok også til, at urtekræmmerne slog sig sammen og dannede Nørrebro Handelsforening, i håb om at få tilgiften afskaffet. 